# Тети Ђута (Кунео)
Тети Ђута је насеље у Италији у округу Кунео, региону Пијемонт.
Према процени из 2011. у насељу је живело 32 становника. Насеље се налази на надморској висини од 563 м.